# Список самых высоких зданий Бразилиа

## Список
В этом списке приведены небоскрёбы города Бразилиа с высотой от 100 метров. Эта высота включает шпили и архитектурные детали, но не включает антенны радиовышек и башен.
| Фото | Здание                    | Высота м | Этажность | Год постройки | Примечания |
| ---- | ------------------------- | -------- | --------- | ------------- | ---------- |
|      | Residencial Sagitárius    | 108      | 36        | 2010          |            |
|      | Tower Club Residence      | 104      | 37        | 2010          |            |
|      | Центральный банк Бразилии | 101      | 21        | 1981          |            |